# Lycintha Watsaam
Lycintha Watsaam, geboren Winter, is een Surinaams zangeres van onder meer gospelmuziek. In 2018 zong ze het winnende lied tijdens SuriPop.

## Biografie
Nog jong, nam ze favoriete liedjes op een cassette op en oefende ze de verschillende fragmenten totdat ze zich die eigen had gemaakt. Wanneer ze een nummer dan goed kende, gaf ze er op bepaalde punten weer haar eigen draai aan. Er zijn meer familieleden actief in de muziek, onder wie ooms en neven. Een van hen is de zanger Winston Echteld.
Ze kreeg complimenten uit haar omgeving en, nadat ze daar steun van haar ouders voor had gekregen, sloot ze zich aan bij een koor om haar stem door te kunnen ontwikkelen. Vervolgens werd ze achtergrondzangeres van de bekende gospelzanger Revo Pinas. Ook zong ze in Burning Fire en het Nationaal Jeugdkoor. Ze noemt zichzelf geen gospelzangeres, omdat ze niet alleen gospelmuziek maar ook in andere stijlen zingt.
Ze is getrouwd met de bekende Surinaamse artiest Byciel Watsaam. Van hem krijgt ze meer geloof in haar kunnen en daarnaast leert ze muzikaal veel van hem. Ze heeft negen muziekproducties uitgebracht (stand 2020), waarvan zes samen met haar man. Ze treden samen ook op, waaronder tijdens het kerstconcert van Telesur in 2016.

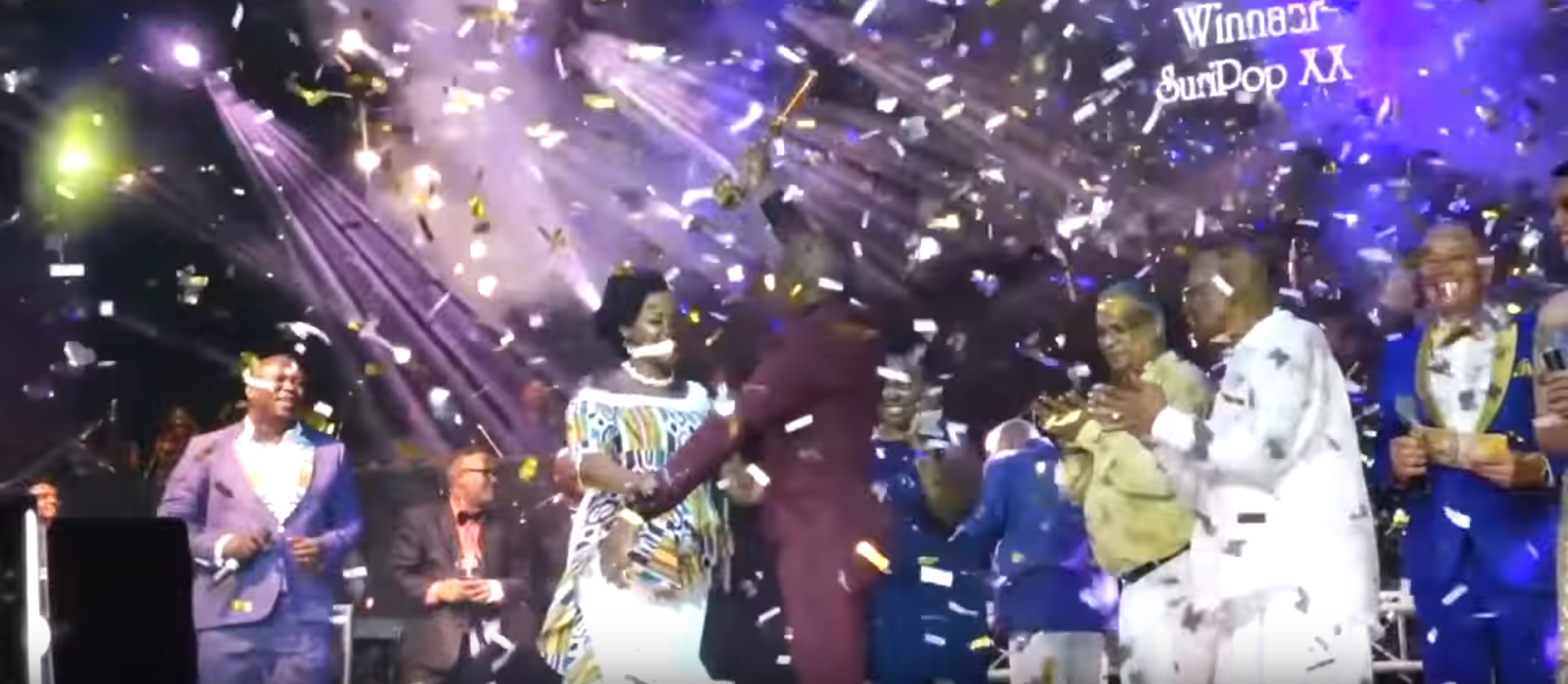
Bekendmaking Taa fa (2018) als winnende lied tijdens SuriPop

In 2018 schreef haar man het lied Taa fa dat zij in een duet met Eugene Main zong tijdens SuriPop. Hun uitvoering werd dat jaar verkozen tot het winnende lied.
Zij en haar man Byciel hebben samen een dochter en zoon (stand 2020). De geboorte van hun kinderen is van invloed geweest op haar perceptie van het leven en haar creativiteit: "Ik kan nu een kinderlied schrijven," legde de moeder/zangeres uit, omdat ze zich nu in hun wereld kan inleven.